# Dillon (Montana)
Dillon és una població dels Estats Units a l'estat de Montana. Segons el cens del 2000 tenia 3.752 habitants.

## Demografia
Segons el cens del 2000, Dillon tenia 3.752 habitants, 1.669 habitatges, i 934 famílies. La densitat de població era de 888,7 habitants per km².
Dels 1.669 habitatges en un 27,6% hi vivien nens de menys de 18 anys, en un 44,3% hi vivien parelles casades, en un 8,3% dones solteres, i en un 44% no eren unitats familiars. En el 36,2% dels habitatges hi vivien persones soles el 14,9% de les quals corresponia a persones de 65 anys o més que vivien soles. El nombre mitjà de persones vivint en cada habitatge era de 2,19 i el nombre mitjà de persones que vivien en cada família era de 2,88.
Per edats la població es repartia de la següent manera: un 22,7% tenia menys de 18 anys, un 11,1% entre 18 i 24, un 25,5% entre 25 i 44, un 22,4% de 45 a 60 i un 18,3% 65 anys o més.
L'edat mediana era de 39 anys. Per cada 100 dones de 18 o més anys hi havia 94,6 homes.
La renda mediana per habitatge era de 26.389 $ i la renda mediana per família de 39.643 $. Els homes tenien una renda mediana de 25.625 $ mentre que les dones 18.906 $. La renda per capita de la població era de 16.432 $. Aproximadament el 13,8% de les famílies i el 18,2% de la població estaven per davall del llindar de pobresa.

## Poblacions més properes
El següent diagrama mostra les poblacions més properes.